# Jan Monster
Jan Monster (Zevenhuizen, 16 maart 1959) is een Nederlands voormalig professioneel voetballer die als linksbuiten actief was.

## Clubcarrière
Monster speelde in de jeugd van VV Groeneweg. In 1980 werd hij gescout door FC Utrecht, waar hij in zijn eerste seizoen direct achttien wedstrijden speelde toen de club als derde eindigde in de Eredivisie. Hierdoor kwalificeerden de Domstedelingen zich voor de UEFA Cup, waarin over twee wedstrijden verloren werd van Hamburger SV. In het seizoen 1981/82 speelde Monster zelfs achtentwintig wedstrijden voor Utrecht, Utrecht werd vijfde in de eredivisie. In de zomer van 1982 ging het echter mis. Tijdens een wedstrijd op een trainingskamp in het Zeeuwse Kamperland raakte hij geblesseerd aan zijn knie. Dat seizoen 1982/83 speelde hij nog zeven wedstrijden en na een maandenlange revalidatie speelde de linksbuiten in het seizoen 1983/84 nog één wedstrijd in december 1983, tegen Feyenoord. In de winterstop van dat seizoen werd Monster afgekeurd voor het betaalde voetbal.

### Clubstatistieken
| Seizoen | Club       | Competitie | Competitie | Competitie | Beker | Beker | Internationaal | Internationaal | Totaal | Totaal |
| Seizoen | Club       | Competitie | Wed.       | Dlp.       | Wed.  | Dlp.  | Wed.           | Dlp.           | Wed.   | Dlp.   |
| ------- | ---------- | ---------- | ---------- | ---------- | ----- | ----- | -------------- | -------------- | ------ | ------ |
| 1980/81 | FC Utrecht | Eredivisie | 18         | 3          | 0     | 0     | —              | —              | 18     | 3      |
| 1981/82 | FC Utrecht | Eredivisie | 28         | 5          | 0     | 0     | 2              | 0              | 30     | 5      |
| 1982/83 | FC Utrecht | Eredivisie | 7          | 0          | 0     | 0     | —              | —              | 7      | 0      |
| 1983/84 | FC Utrecht | Eredivisie | 1          | 0          | 0     | 0     | —              | —              | 1      | 0      |
| Totaal  | Totaal     | Totaal     | 54         | 8          | 0     | 0     | 2              | 0              | 56     | 8      |